# Săpânța
Săpânța (in ungherese Szaplonca, in slovacco Sapunka, in yiddish ספינקא‎?, Spinka oppure Shpinka) è un comune della Romania di 3 336 abitanti, ubicato nel distretto di Maramureș, nella regione storica della Transilvania. 
A Săpânţa è ubicato il cosiddetto "Cimitero gioioso" (Cimitirul Vesel), nato di fatto nel 1934 quando lo scultore Stan Ioan Patraș creò una scultura in legno per la sua tomba. A partire da allora, le tombe di questo cimitero sono caratterizzate dalla presenza di vignette, battute o strofe umoristiche riferite al defunto che vi è sepolto.